# (3289) Mitani
(3289) Mitani – planetoida z pasa głównego asteroid okrążająca Słońce w ciągu 3 lat i 201 dni w średniej odległości 2,33 au Została odkryta 7 września 1934 roku w Landessternwarte Heidelberg-Königstuhl w Heidelbergu przez Karla Reinmutha. Nazwa planetoidy pochodzi od Tetsuyasu Mitaniego, japońskiego astronoma. Została zaproponowana Hideo Oishiego, który zidentyfikował tę planetoidę a zaaprobowana przez I. Hasegawę i Kiichirō Furukawę. Przed nadaniem nazwy planetoida nosiła oznaczenie tymczasowe (3289) 1934 RP.